# コンプトン・ホワイト・シニア
コンプトン・イグネイシャス・ホワイト・シニア(Compton Ignatius White, Sr., 1877年7月31日-1956年3月31日)は、アメリカ合衆国バトンルージュ出身の政治家。所属政党は民主党。連邦下院議員(アイダホ州1区)として通算8期の任期を務めた。

## 経歴
ホワイトはルイジアナ州の州都バトンルージュに生まれた。一家は1890年にアイダホ州クラーク・フォークに移った。新聞配達をしながらパブリックスクールに通い、シカゴのメトロポリタン・ビジネス・カレッジで学んだ後、1897年にゴンザガ大学を卒業した。鉄道員、車掌、電信員などとして鉄道業界に携わり、材木業、鉱山開発、牧畜業にも従事した。1925年、自身が所有する土地から方鉛鉱が発見され、ホワイトはこの資金を元手にアイダホ州の政治界に参加することになる。
1930年、アイダホ州1区から初めて下院議員選挙に立候補し、民主党の指名を受けたが、共和党現職のバートン・フレンチに大敗した。1932年選挙では民主党候補のフランクリン・ルーズベルトが大勝した恩恵を受け、下院議員に当選した。ホワイトは大恐慌時代の多くの地方政治家と同様に、地元アイダホ州の農民の財政を安定させ、農業生産を向上させるための政策や法律を模索し、フランクリン・ルーズベルト大統領のニューディール政策を支持した。また、ホワイトは、アイダホ州を含めた太平洋岸北西部地域の干拓事業へ強い関心を持ち、議会在任中、灌漑・開拓委員会の委員長を務め、貨幣・度量衡委員会の委員も務めた。
ホワイトの在任中の功績のひとつが、1934年の銀買上法の成立である。1934年の銀買上法により、連邦政府は市場価格を大幅に上回る価格で銀を購入したため、銀相場が急騰し、世界恐慌下の鉱山業界には明るいニュースとなった。また、ホワイト議員は、1938年のボンネビル・ダム計画、1941年のグランド・クーリー・ダム計画など、アイダホ州の大規模灌漑事業の実現に貢献した。
1946年の選挙では8期目の再選を目指したが、共和党のエイブ・ゴフに敗れた。1948年の選挙では、ゴフを破り下院に復帰した。1952年にはアイダホ州1区から再選を目指して予備選に出馬したが、グレーシー・ポストに敗れ、党指名を受けることはできなかった 。1956年にワシントン州スポケーンで亡くなり、クラーク・フォークの墓地に埋葬された 。

### 選挙結果
| 年     | 民主党               | 票数   | 得票率 |  | 共和党               | 票数   | 得票率 |  | 第3党          | 政党   | 票数  | 得票率 |
| ------ | -------------------- | ------ | ------ |  | -------------------- | ------ | ------ |  | -------------- | ------ | ----- | ------ |
| 1930年 | コンプトン・ホワイト | 18,657 | 35.1%  |  | バートン・フレンチ   | 34,527 | 64.9%  |  |                |        |       |        |
| 1932年 | コンプトン・ホワイト | 42,784 | 54.9%  |  | バートン・フレンチ   | 32,545 | 41.8%  |  | A. Cornell     | 自由党 | 2,614 | 3.4%   |
| 1934年 | コンプトン・ホワイト | 42,323 | 62.0%  |  | バートン・フレンチ   | 25,969 | 38.0%  |  |                |        |       |        |
| 1936年 | コンプトン・ホワイト | 58,941 | 70.3%  |  | John Hackathorn      | 24,959 | 29.7%  |  |                |        |       |        |
| 1938年 | コンプトン・ホワイト | 48,318 | 62.8%  |  | Rex Hensen           | 28,640 | 37.2%  |  |                |        |       |        |
| 1940年 | コンプトン・ホワイト | 62,107 | 62.0%  |  | Edward Gaffney       | 37,999 | 38.0%  |  |                |        |       |        |
| 1942年 | コンプトン・ホワイト | 30,105 | 54.1%  |  | H・C・ボールドリッジ | 25,562 | 45.9%  |  |                |        |       |        |
| 1944年 | コンプトン・ホワイト | 49,581 | 56.6%  |  | Robert Brainard      | 37,998 | 43.4%  |  |                |        |       |        |
| 1946年 | コンプトン・ホワイト | 36,509 | 49.4%  |  | エイブ・ゴフ         | 37,326 | 50.6%  |  |                |        |       |        |
| 1948年 | コンプトン・ホワイト | 46,846 | 51.8%  |  | エイブ・ゴフ         | 41,404 | 45.7%  |  | Thomas B. Wood | 進歩党 | 2,176 | 2.4%   |

## エピソード
- ホワイトは幼少期に過ごした南部(ルイジアナ州、ミシシッピ州)の人種観を受け継いでいたようで、1943年の中国人排斥法廃止の議論の際には、「彼ら(中国人)の習慣や精神性を変えることのできる人種のるつぼはアメリカにはない」と激昂した[14]。

- 息子のコンプトン・ホワイト・ジュニアも政治家となり、クラーク・フォーク市長や連邦下院議員(2期)を務めた。親子は同じ選挙区から出馬して下院議員に当選している[15]。